# 林郅為

林郅為（1992年7月10日—）為臺灣男子籃球運動員，場上位置為中鋒，現效力於P. LEAGUE+臺北富邦勇士。

## 職業生涯

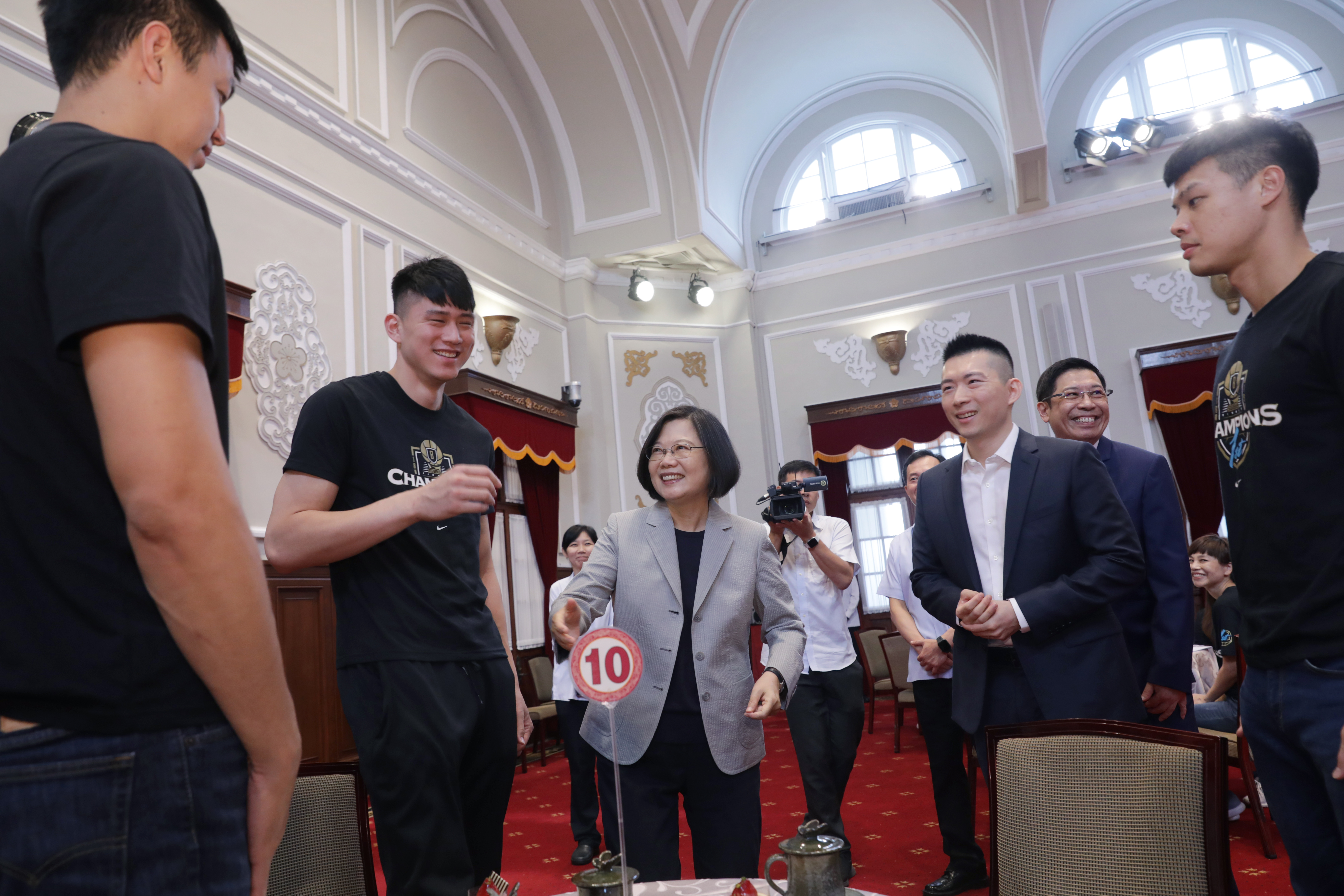
2019年10月，林郅為隨隊會面中華民國總統蔡英文

2018年2月10日，林郅為在第十五季超級籃球聯賽全明星賽獲選為MVP，全場共攻下55分，刷新B.戴維斯在第十二季超級籃球聯賽全明星賽的50分紀錄，並成為羅興樑之後第二位由落敗球隊的球員獲選為全明星賽MVP。
2020年6月30日，林郅為以一年合約回歸臺灣銀行。
2021年7月2日，林郅為與B聯賽福岡新銳完成簽約。
2022年7月13日，P. LEAGUE+高雄鋼鐵人宣布林郅為正式加盟球隊。
2024年7月18日，P. LEAGUE+臺北富邦勇士宣布以複數年合約簽下林郅為。

## 外部連結
- 林郅為的Instagram帳戶
- . ライジングゼファー福岡.   [2022-04-01]. （原始内容存档于2022-06-06）.
- 林郅為在fiba.basketball（英语）
- 林郅為在archive.fiba.com（存檔）（英语）
- 林郅為在B聯賽（日语）
- 林郅為在P. LEAGUE+
- 林郅為在Eurobasket.com（球員）（英语）
- 林郅為在Eurobasket.com（球員）（英语）
- 林郅為在Proballers（英语）
- 林郅為在RealGM（英语）
- 林郅為在Flashscore（英语）